# Сибилев, Виктор Иванович
Виктор Иванович Сибилев (род. 1 мая 1955) — советский и российский дипломат. Чрезвычайный и полномочный посол (2019).

## Биография
Окончил МГИМО МИД СССР (1980) и Дипломатическую академию МИД России (1993). На дипломатической работе с 1980 года. Владеет английским, немецким, французским, чешским и словацким языками. Кандидат исторических наук.
- В 1981—1985 годах — сотрудник Генерального консульства СССР в Брно (Чехословакия).
- В 1987—1991 годах — сотрудник Посольства СССР в Чехословакии.
- В 1995—1999 годах — сотрудник Посольства России в Швейцарии.
- В 2000—2003 годах — начальник секретариата заместителя министра иностранных дел России.
- В 2003—2008 годах — генеральный консул России в Брно (Чехия).
- В 2009—2014 годах — заместитель директора Департамента по работе с соотечественниками за рубежом МИД России.
- С 6 августа 2014 по 28 октября 2020 года — чрезвычайный и полномочный посол России в Ботсване[1][2]. Верительные грамоты вручил 29 сентября 2014 года.

## Дипломатический ранг
- Чрезвычайный и полномочный посланник 2 класса (30 марта 2006)[3].
- Чрезвычайный и полномочный посланник 1 класса (8 июля 2016)[4].
- Чрезвычайный и полномочный посол (11 июня 2019)[5].

## Семья
Женат, имеет взрослых сына и дочь.

## Награды
- Орден Дружбы (26 августа 2020) — за большой вклад в реализацию внешнеполитического курса Российской Федерации в Республике Ботсвана[6].
- Благодарность министра культуры и массовых коммуникаций Российской Федерации (15 августа 2006) — за большой личный вклад в возвращение картины И.Н.Крамского «Портрет крестьянина» (1868 г.), принадлежавшей Государственному Русскому музею и утраченной в годы Второй мировой войны[7].